# Gianfranco Folena
Gianfranco Folena (Savigliano, 9 aprile 1920 – Padova, 14 febbraio 1992) è stato un linguista e filologo italiano.

## Biografia
Nato a Savigliano in Piemonte il 9 aprile 1920 da famiglia toscana, frequentò la Scuola Normale Superiore di Pisa con maestri come Michele Barbi e Giorgio Pasquali, laureandosi poi, dopo la lunga pausa della guerra e della prigionia in India, nel 1946 presso l'Università degli Studi di Firenze dove, proprio su consiglio di Pasquali, seguì le lezioni di Bruno Migliorini, da poco nominato alla prima cattedra di Storia della lingua italiana all'Università di Firenze.
Tenne la cattedra di Filologia romanza e poi di Storia della lingua italiana all'Università di Padova fino alla conclusione della sua attività didattica (1990).
Membro di Accademie italiane e straniere — Accademia dei Lincei, Accademia della Crusca, Bayerische Akademie der Wissenschaften (Accademia bavarese delle scienze) — diresse fin dall'inizio l'Istituto per le lettere, la musica e il teatro della Fondazione Giorgio Cini di Venezia. Fondò il Circolo filologico-linguistico di Padova che organizzò, nel corso degli anni, una lunga serie, molto nota e rinomata in tutto il mondo, di seminari e di convegni di linguistica e di filologia a Bressanone.
Fu direttore delle collane Scrittori d'Italia, dell'editore Laterza, e Quaderni del Circolo filologico-linguistico padovano, nonché  delle riviste Quaderni di retorica e poetica e Filologia veneta. Fu altresì condirettore del Giornale storico della letteratura italiana e delle riviste Lingua nostra e Medioevo romanzo.
Fondò con Giuseppe, Myriam e Guido Billanovich e Paolo Sambin la casa editrice Studio Bibliografico Antenore a Padova negli anni '50.
Vincitore nel 1972 del Premio Feltrinelli, si aggiudicò poi, nel 1983, il Premio Viareggio per la saggistica, con L'Italiano in Europa. Autore di una vastissima produzione trattante svariati ambiti, pubblicò diversi saggi e volumi. Della sua attività di filologo fu particolarmente degna di nota, tra le altre edizioni critiche, quella dei Motti e facezie del Piovano Arlotto (Milano-Napoli, Ricciardi, 1953). Nel 1967 divenne il primo presidente della Società di Linguistica Italiana.

## Omaggi
- Nel 2014, il Comune di Padova gli dedicò la piazzetta antistante palazzo Maldura, sede dell'Istituto di Filologia Neolatina (oggi Dipartimento di Studi Linguistici e Letterari), che per tanti anni fu il luogo del suo magistero.[6][7]

- Nel 2020, il MiBACT istituì un Comitato nazionale per le celebrazioni del centenario della nascita di Gianfranco Folena, proseguendo poi le sue attività nel 2021 e nel 2022. Il Comitato venne presieduto da Claudio Marazzini, presidente dell'Accademia della Crusca.

## Vita privata
Gianfranco Folena sposò la francese Elisabeth Marcilhacy, pittrice e poetessa, da cui nacquero i loro quattro figli: Lucia, docente universitaria di Letteratura inglese presso l'Università di Torino; Andrea, matematico, deceduto in Francia in giovane età; Eleonora, professoressa di matematica nelle scuole medie di Padova; e l'ultimogenito Pietro Folena, per anni deputato della Repubblica e imprenditore culturale. Rimasto vedovo, Gianfranco Folena si risposò nel 1989 con Daniela Goldin, docente ordinario di Filologia medievale umanistica e Storia del melodramma presso l'Università degli Studi di Padova.

## Opere principali
- La crisi linguistica del Quattrocento e l'"Arcadia" di I. Sannazaro (tesi di laurea), Firenze, Olschki, 1952
- L'italiano in Europa, Torino, Einaudi, 1983
- Culture e lingue nel Veneto medievale, Padova, Editoriale Programma, 1990
- Volgarizzare e tradurre, Torino, Einaudi, 1991
- Il linguaggio del caos, Torino, Bollati Boringhieri, 1991
- Dizionario della lingua italiana Palazzi-Folena (in collaborazione con Fernando Palazzi), Torino, Loescher, 1992
- Filologia e umanità, Vicenza, Neri Pozza, 1993
- Vocabolario del veneziano di Carlo Goldoni (a cura di Patrizia Borghesan e Daniela Sacco), Roma, Istituto della Enciclopedia Italiana, 1993
- Scrittori e scritture, Bologna, Il Mulino, 1997
- Textus testis: lingua e cultura poetica delle origini, Torino, Bollati Boringhieri, 2002